# Linaria repens
Espèce
Classification APG III (2009)
La Linaire rampante, Linaire striée ou Linaire à fleurs striées (Linaria repens) est une plante herbacée vivace de la famille des Scrophulariaceae, ou des Plantaginaceae selon la classification phylogénétique.

## Synonymes
- Linaria monspessulana (L.) Mill.
- Linaria striata DC.

## Description

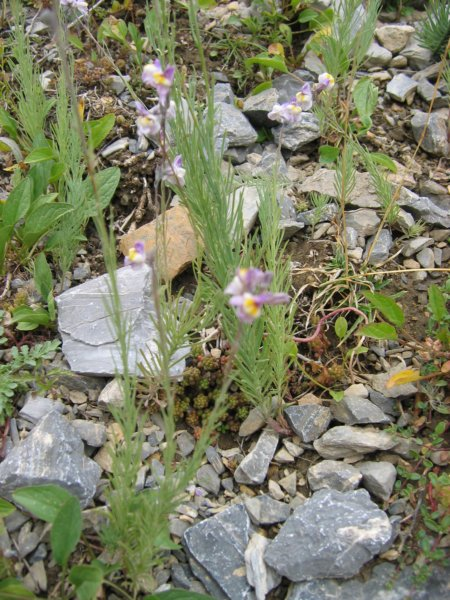
Tiges feuillées de la Linaire striée

### Caractéristiques
Hauteur de 20 à 100 cm.
Organes reproducteurs
- Couleur dominante des fleurs : blanc
- Période de floraison : juillet-octobre
- Inflorescence : racème de racèmes
- Sexualité : hermaphrodite
- Pollinisation : entomogame

Graine
- Fruit : capsule
- Dissémination : épizoochore

## Habitat et répartition

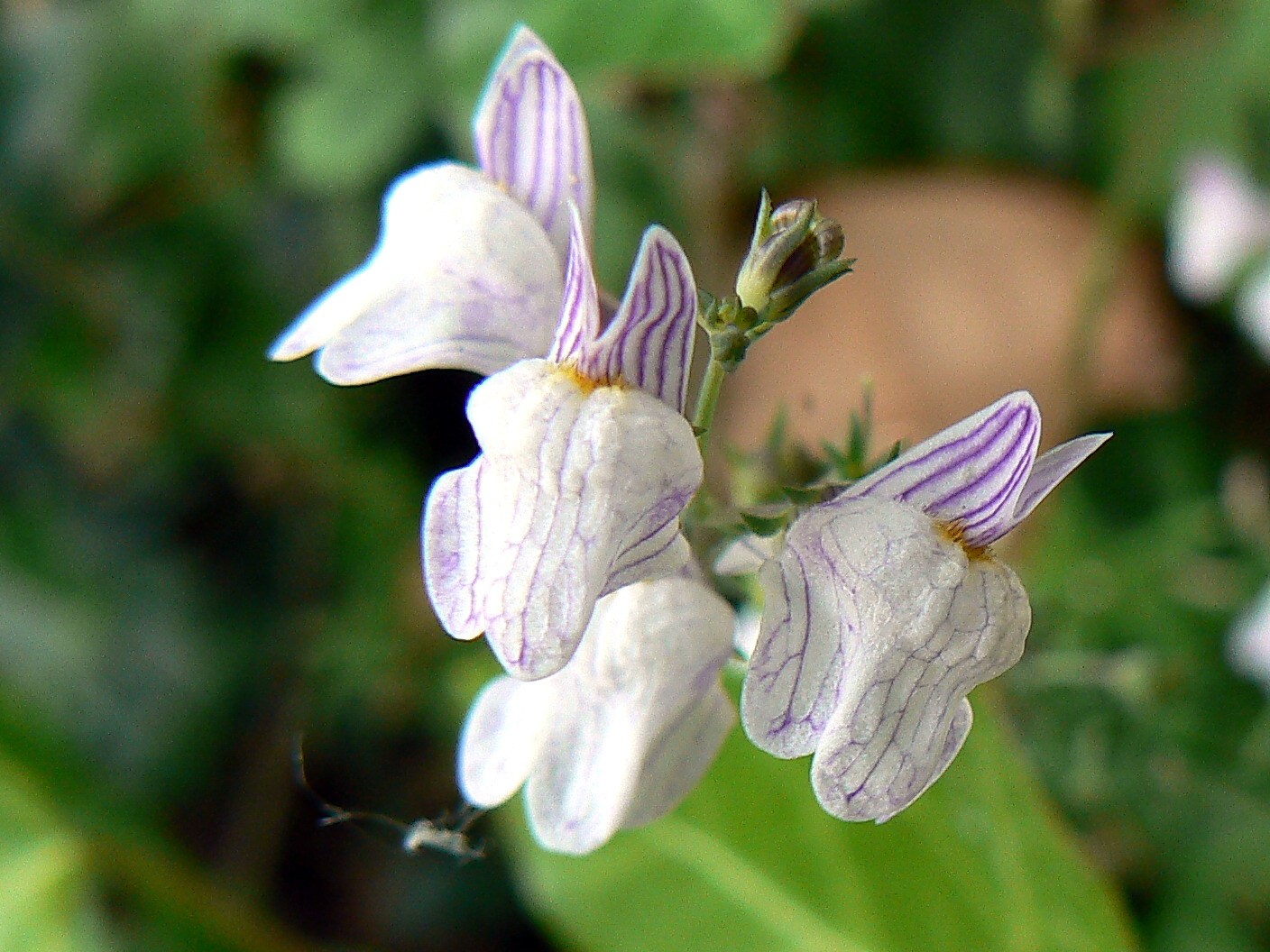
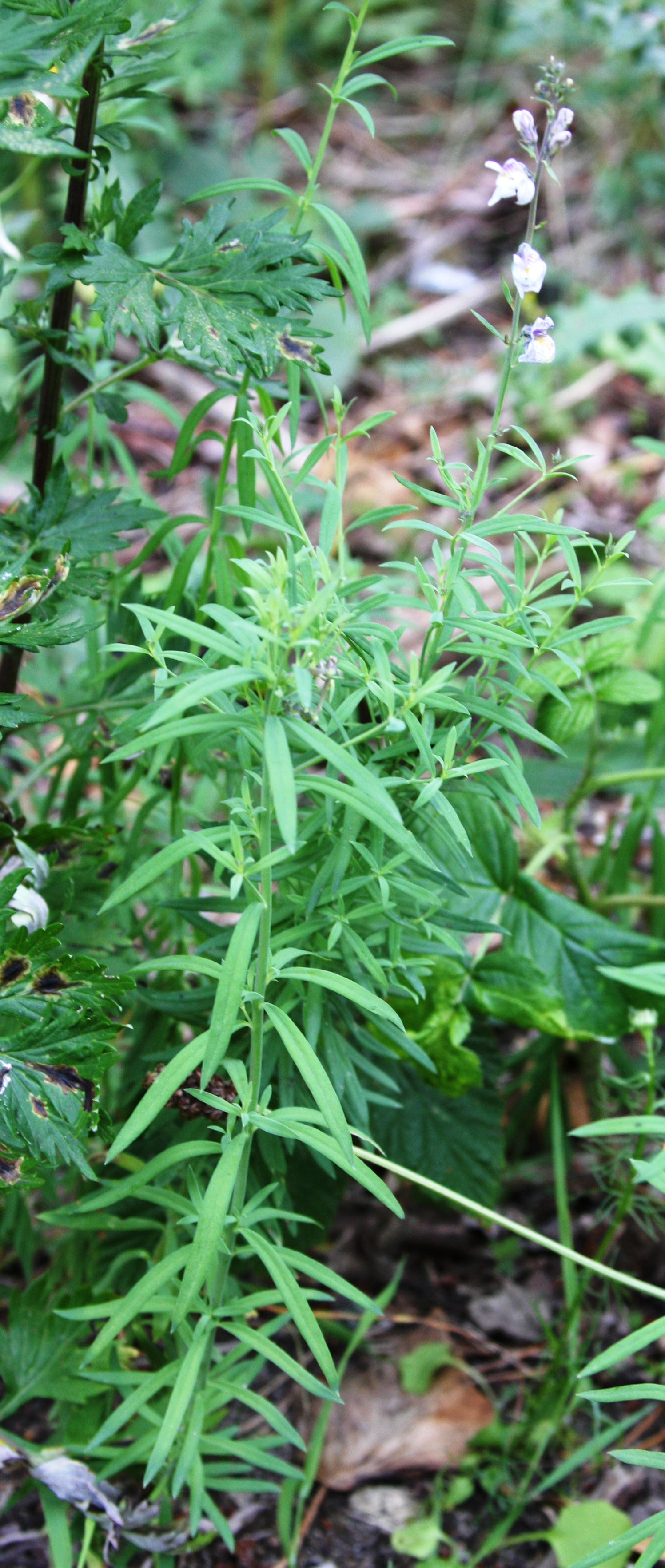
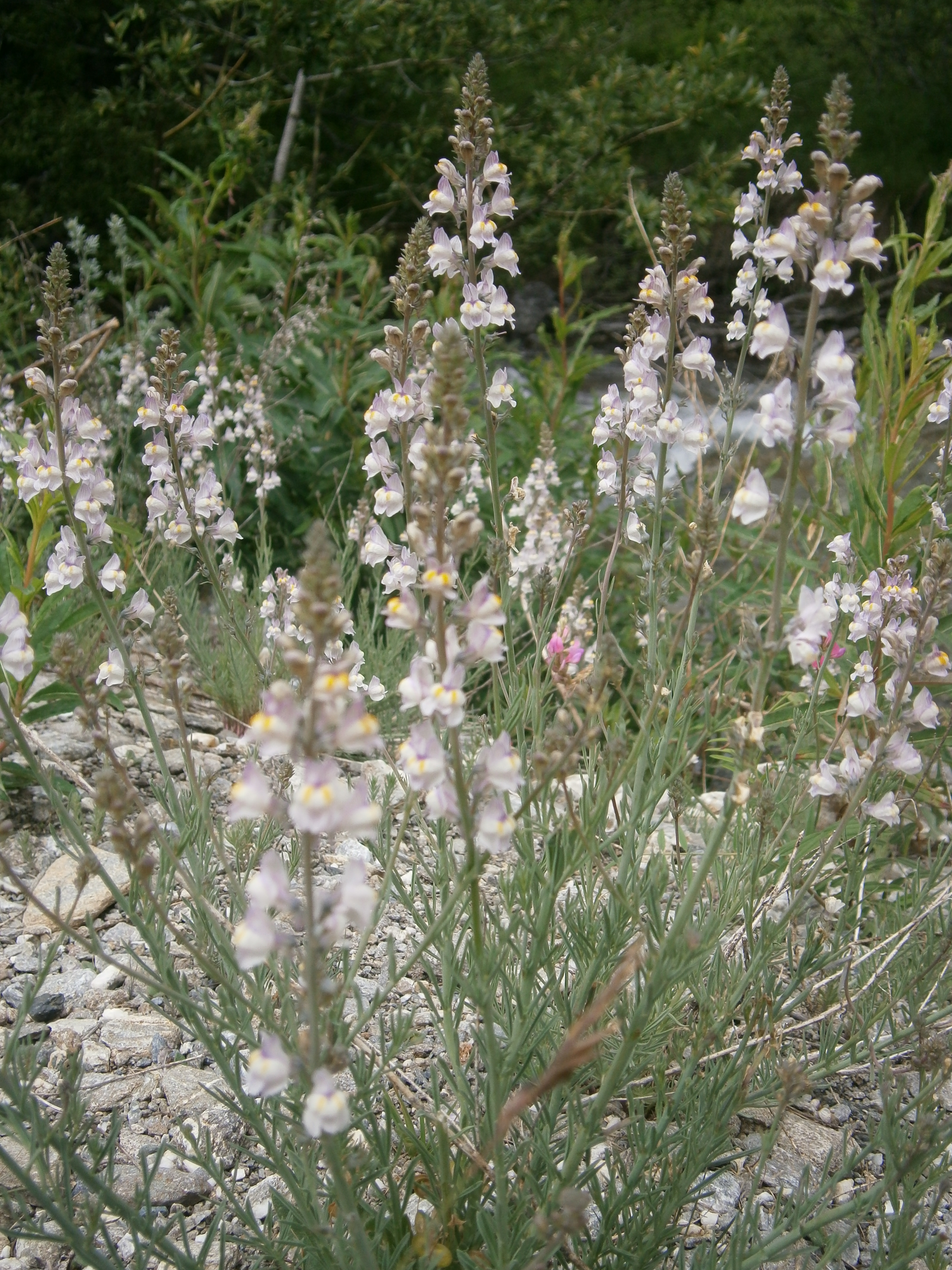

- Habitat type : parois européennes, acidophiles, planitiaires-montagnardes, auvergnates.
- Aire de répartition : atlantique (eury).

Données d'après : Julve, Ph., 1998 ff. - Baseflor. Index botanique, écologique et chorologique de la flore de France. Version : 23 avril 2004.